# Rälby

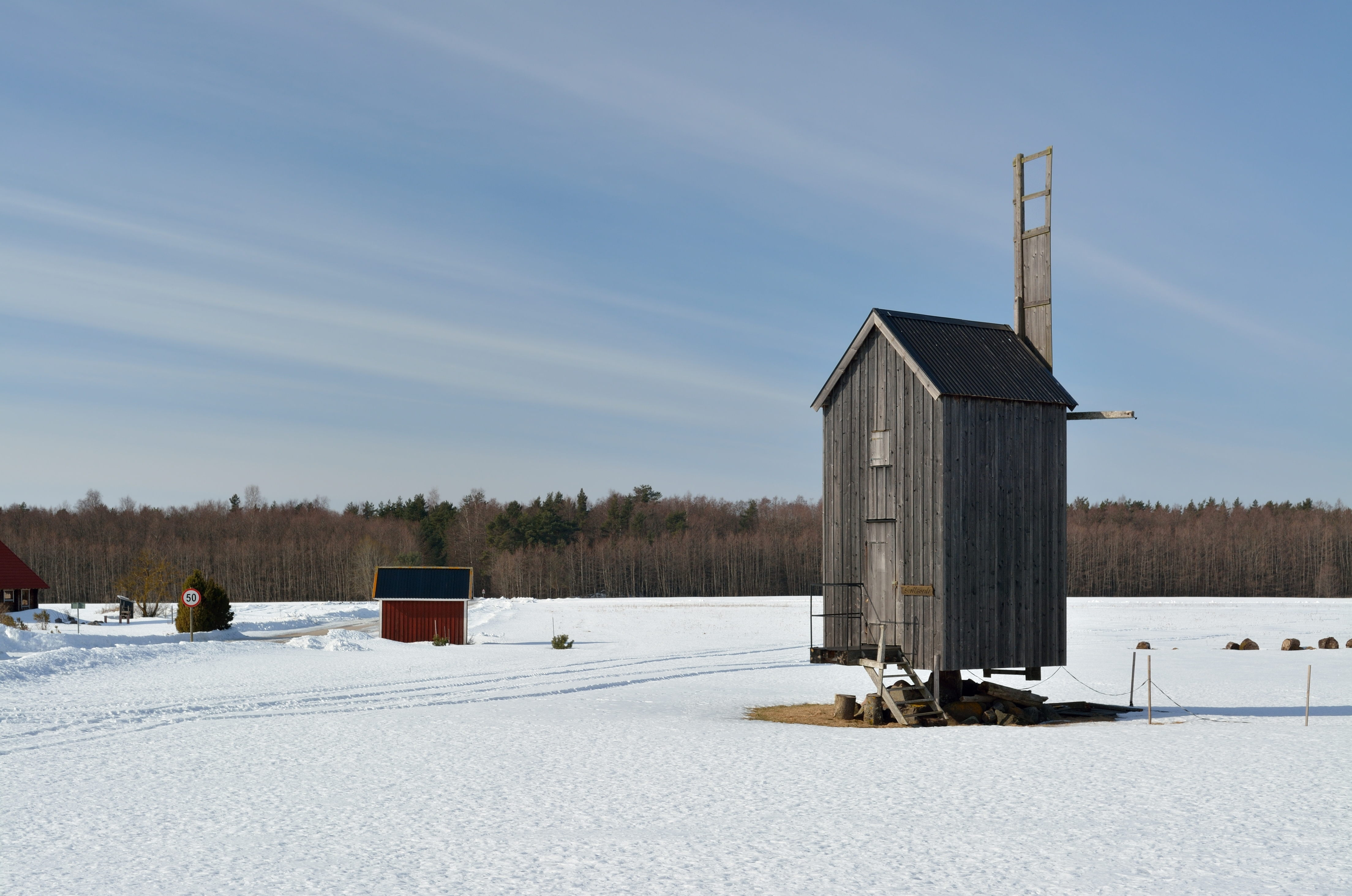

Rälby – wieś w Estonii, w prowincji Lääne, w gminie Vormsi.